# 13423 Bobwoolley
13423 Bobwoolley è un asteroide della fascia principale. Scoperto nel 1999, presenta un'orbita caratterizzata da un semiasse maggiore pari a 2,7516490 UA e da un'eccentricità di 0,0726895, inclinata di 4,02864° rispetto all'eclittica.
L'asteroide è intitolato a Robert Woolley, docente di astronomia, direttore del planetario di Montgomery College e presidente della società astronomica Von Braun.